# Vote par circonscriptions
Le vote par circonscriptions est un système de vote utilisé pour élire une assemblée. On divise l'ensemble des électeurs en circonscriptions, chaque circonscription choisit alors un ou plusieurs élus.
Le vote dans chaque circonscription peut se faire selon plusieurs modalités (vote uninominal majoritaire à un ou deux tours, pondéré, vote de liste avec ou sans proportionnalité).

## Vote uninominal
Lorsque chaque circonscription est amenée à élire un seul représentant, on parle de vote uninominal par circonscriptions.
On rencontre plusieurs systèmes de votes :
- Le scrutin majoritaire à un tour

Ce type d'élection est en vigueur au Royaume-Uni, au Canada et en Inde mais aussi plus généralement dans les pays qui ont subi l'influence historique du Royaume-Uni. Il y a une forte propension à une augmentation en sièges du résultat en voix du parti vainqueur.
Pour gagner l'élection, il vaut ici mieux avoir une représentation relativement homogène que d'être très fort dans une seule région. Une courte avance suffit pour l'emporter, c'est pour cela que l'écart entre les deux premiers partis est généralement très importante. À l'inverse, il peut arriver qu'un parti ayant une majorité en voix ne l'ait pas en sièges (comme lors des élections législatives au Royaume-Uni en 1951). Le scrutin majoritaire conduit au bipartisme
- Le scrutin majoritaire à deux tours

Lors du second tour, des candidats peuvent choisir de se désister et d'appeler à voter pour un autre candidat, cette pratique fait appel à des alliances préélectorales entre partis. En France, cette pratique est appelée « désistement républicain », et résulte souvent d'une alliance au sein de la droite et au sein de la gauche. Les partis n'ayant pas créé d'alliances sont le plus souvent sous-représentés en nombre de sièges.
Ce mode de scrutin est utilisé en France pour les élections législatives.
Ce mode de scrutin tend à bipolariser le champ politique, le plus souvent un pôle de droite et un pôle de gauche.
- Tout autre système de vote peut se rencontrer (méthode Borda, méthode Condorcet…). Malgré la recherche d'un certain consensus par circonscription, ce système crée souvent une sous-représentation des petits partis.

## Vote plurinominal
Chaque circonscription est amenée à voter pour plusieurs candidats.
On rencontre plusieurs systèmes de votes.
- scrutin majoritaire plurinominal : Chaque électeur d'une circonscription possède autant de voix que de postes à pourvoir. le choix se décide à la majorité relative. En date du mois de juin 1997, l'Autorité Palestinienne, les Bermudes, les îles Fidji, le Laos, les îles Vierges américaines, la Thaïlande, les Maldives, le Koweït, les Philippines et l'île Maurice utilisaient tous le scrutin majoritaire plurinominal
- vote de liste à la majorité : Chaque électeur d'une circonscription possède une voix qu'il attribue à la liste de son choix. Celle-ci est élue à la majorité. Ce type de scrutin est utilisé par les États-Unis pour les élections présidentielles, mais via un scrutin indirect (méthode des grands électeurs), on a pu voir durant les élections de 2000 que le candidat remportant le plus grand nombre de voix ne devenait pas systématiquement président (Gore : 50 140 140 voix contre 49 792 288 voix pour Bush mais 267 grands électeurs pour Gore et 271 pour Bush). Néanmoins, la plupart du temps, le candidat ayant obtenu le plus grand nombre de voix remporte l'élection avec une grande avance en nombre de grands électeurs. L'amplification en sièges est ici encore plus forte que dans le scrutin uninominal.
- vote de liste à la proportionnelle : c'est le cas des élections européennes en France où il s'agit d'élire 78 représentants répartis dans 8 circonscriptions
- tout autre système de vote (voir système de vote) est envisageable. Moins caricatural que le vote uninominal quand il permet une pluralité des représentants, il permet la constitution de chambres moins homogènes et plus représentatives.

## Avantages et inconvénients
Le vote par circonscriptions permet de dégager des majorités claires et de créer une opposition cohérente. Il favorise les partis politiques de grande envergure et exclut les petits partis de la représentation parlementaire. Il maintient un lien entre les électeurs et leur élu et permet aux gens de voter pour une personne plutôt qu'un parti.
Cependant, si dans la plupart des cas le parti arrivant en seconde position peut tout de même conserver une présence au sein de l'assemblée, il n'en va pas de même des « tiers partis » (partis venant après les deux premiers) qui sont fortement sous-représentés.
Le vote par circonscription empêche généralement les petits partis d'être représentés : un parti représentant 10 % des électeurs également répartis dans chaque circonscription ne pourra bénéficier d'aucun siège.
- En 1983, l'Alliance libérale sociale-démocrate au Royaume-Uni a obtenu 25 % des voix mais seulement 3 % des sièges.
- En 1981, lors des élections en Nouvelle-Zélande, le Parti crédit social a recueilli 21 % des suffrages mais seulement 2 % des sièges.
- En 1989, au Botswana, le Front national du Botswana a cumulé 27 % des voix, mais il a obtenu seulement 9 % des sièges.

Il favorise la création de partis régionaux ou de fiefs électoraux qui sont alors sur-représentés. On peut voir ce phénomène très nettement au Canada avec le Bloc québécois et au Royaume-Uni avec le Parti national écossais.
L'élection fédérale canadienne de 2004 démontre les deux phénomènes précédents. Le Bloc québécois, parti régional (Québec) obtint 18 % des sièges avec 12 % des suffrages alors que le Nouveau Parti démocratique obtint 6 % des sièges avec 16 % du suffrage. Il y eut une sur-représentation de 41 % pour le Bloc québécois et une sous-représentation de 61 % pour le Nouveau Parti démocratique.
Lors des élections législatives françaises de 2012, le Front national obtint 14 % des suffrages et seulement 2 sièges soit autant que l'alliance centriste qui n'avait obtenu que 0,5 % des suffrages.

## Découpage des circonscriptions
Le vote par circonscription est très sensible au découpage par circonscriptions.
Exemple : imaginons un corps électoral dans lequel 40 % votent pour le parti A, 30 % pour le parti B et 30 % pour le parti C
- un découpage en deux circonscriptions (A 20 % ; B 15 %, C 15 %) et (A 20 % ; B 15 %, C 15 %) donne 2 sièges à A
- un découpage en deux circonscriptions (A 20 %; B 25 %, C 5 %) et (A 20 % ; B 5 %, C 25 %) ne donne aucun siège à A

Le confection des circonscriptions n'est dès lors pas à prendre à la légère, elle peut fortement influencer le résultat des élections. Au Royaume-Uni par exemple, une commission spéciale et apolitique a été mise en place pour réorganiser régulièrement ces circonscriptions en fonction des changements démographiques. Aux États-Unis le découpage partisan est dénoncé depuis le début du XIXe siècle et a reçu le nom de gerrymandering.